# Paetongtarn Shinawatra
Paetongtarn Shinawatra (taj. แพทองธาร ชินวัตร; ur. 21 sierpnia 1986 w Bangkoku) – tajska polityk, liderka partii Phuea Thai (PT), premier Tajlandii od 18 sierpnia 2024. Od 1 lipca 2025 zawieszona w urzędowaniu.
Jest córką byłego premiera Thaksina Shinawatry i bratanicą byłej premier Yingluck Shinawatry.

## Życiorys
Paetongtarn Shinawatra jest najmłodszą córką miliardera i byłego premiera Tajlandii Thaksina Shinawatry, który rządził krajem w latach 2001–2006. Jej ciotka Yingluck Shinawatra była również szefem tajlandzkiego rządu.
Po uzyskaniu tytułu licencjata z nauk politycznych, socjologii i antropologii na Uniwersytecie Chulalongkorna w Bangkoku w 2008 roku, studiowała na University of Surrey w Wielkiej Brytanii, gdzie uzyskała tytuł magistra zarządzania hotelarstwem.
Paetongtarn jest pierwszym udziałowcem SC Asset Corporation i dyrektorem Thaicom Foundation. Według danych z 2022, posiada łącznie 21 firm o wartości około 68 miliardów bahtów.
Od 2023 jest liderką partii Phuea Thai (PT). 16 sierpnia 2024 została wybrana na premiera przez Izbę Reprezentantów 319 głosami za, przy 145 głosach przeciw i 27 wstrzymujących się. 18 sierpnia 2024 została zaprzysiężona i objęła urząd.
1 lipca 2025 orzeczeniem Trybunału Konstytucyjnego została zawieszona w wykonywaniu czynności urzędowych. Przyczyną zawieszania była treść rozmowy telefonicznej odbytej przez Paetongtarn Shinawatrę z byłym premierem Kambodży Hun Senem (do rozmowy doszło w następstwie incydentu granicznego z 28 maja 2025, w którym zginął kambodżański żołnierz). Obowiązki szefa rządu początkowo wykonywał wicepremier Suriya Jungrungreangkit, zaś od 3 lipca nowo powołany wicepremier Phumtham Wechayachai.